# Gmina Rapla
Gmina Rapla (est. Rapla vald) – gmina wiejska w Estonii, w prowincji Rapla.
Skład gminy:
- Miasto: Rapla.
- Alevik: Alu - Hagudi - Kuusiku.
- Wsie: Alu-Metsküla - Aranküla - Hagudi - Iira - Juula - Kalevi - Kelba -  Kodila - Kodila-Metsküla - Koigi - Kuku - Kuusiku-Nõmme - Kõrgu - Lipstu - Mahlamäe - Mõisaaseme - Mällu - Nõmme - Oela - Ohulepa - Oola - Palamulla - Purila - Raka - Ridaküla - Röa - Seli - Seli-Nurme - Sikeldi - Sulupere - Tapupere - Tuti - Tõrma - Uusküla - Valtu - Väljataguse - Äherdi - Ülejõe.